# Brainbuster

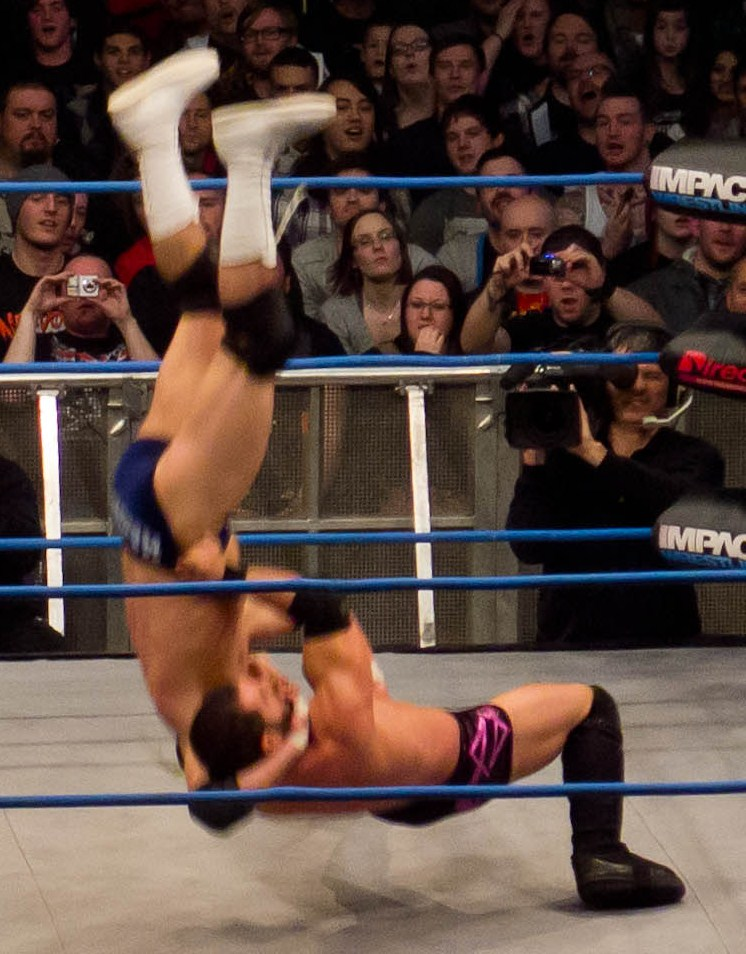
Austin Aries qui réalise un Brainbuster sur Mark Haskins pendant un combat, le 28 janvier 2012 à Wembley, Royaume-Uni.

Un Brainbuster est une prise de catch aussi appelé Avalanche suplex. L'attaquant applique un facelock avant (il saisit la tête de l'adversaire et la coince sous son bras de sorte que l'adversaire ne puisse plus retirer sa tête) et saisit le bas de son adversaire avec son bras puis le soulève comme pour une Suplex et tombe en arrière pour claquer la tête de l'adversaire au sol,. Au Japon, la prise est plutôt connue sous le nom de Vertical Brainbuster.
Quelques variantes de brainbuster sont aussi considérées comme un Spike DDT.

## Variantes

### Cradle brainbuster
Aussi connu sous le nom de belly to belly brainbuster.

### Double underhook brainbuster
Cette version de brainbuster est inventée par The Great Sasuke. L'attaquant se tient devant l'adversaire, il lui prend en double underhook et le soulève vers le haut afin de le projeter au tapis conduisant la tête vers le bas.

### Fisherman brainbuster
De façon plus simplifiée, cette prise est aussi appelée Fisher buster ou Leg hook brainbuster. L'attaquant applique un facelock à son adversaire et accroche une jambe de l'adversaire avec son bras et il le soulève en l'air avant de tomber en arrière conduisant la tête au sol. 

#### Cross-legged fisherman brainbuster
L'attaquant applique un fireman's carry puis fait en sorte de croiser les jambes de son adversaire et le fait tomber en belly to belly sitout inverted piledriver. Chris Sabin l'utilise comme prise de finition, il l'a nommé Cradle Shock et Kenny Omega l'utilise aussi comme prise de finition il la nommé Aoi Shoudou.

### Inverted facelock brainbuster
L'attaquant se place derrière l'adversaire, il prend son adversaire en inverted facelock, tient le dos avec sa main et le soulève en l'air puis l'attaquant chute en arrière forçant la tête (le front) à se claquer par terre.

### Jumping brainbuster
Cette prise est aussi connue sous le nom de Brainbuster DDT ou de Spike brainbuster. Au lieu de tomber par terre sur le dos, l'attaquant saute et en utilisant son élan, il peut conduire le haut de la tête de son adversaire à se claquer par terre.

### Scoop brainbuster
Connu aussi sous le nom de Northern Lights Bomb au Japon, l'attaquant applique un front facelock à son adversaire, avec son autre main, il attrape la jambe pour le soulever à l'envers et tombe sur le côté ou derrière en claquant la tête ou les épaules et le cou de son adversaire. C'est la prise de finition de Kensuke Sasaki.

### Twisting brainbuster
Appelé aussi Revolution brainbuster, cette variante est souvent employée comme prise de finition par les japonais. L'attaquant prend son adversaire dans un brainbuster normal, puis il tourne autour de lui-même comme dans une rotation et chute en arrière pour conduire la tête de l'adversaire vers le bas.